# TVP1
TVP1 es el primer canal de televisión público de Polonia, perteneciente a TVP. Su programación está centrada en informativos, series nacionales, magacines y eventos en directo y está dirigido a todo tipo de público.

## Historia
El canal inició emisiones en pruebas como TVP el 25 de octubre de 1952. Tres meses después, el 23 de enero de 1953, se puso en marcha la programación regular. Con una cobertura reducida en principio a la capital, el verdadero impulso llegó con la construcción de los estudios centrales de Varsovia en abril de 1956, que permitieron ampliar la programación a toda la semana. También se inauguraron los primeros centros regionales en Łódź (1956), Poznań y Katowice (1957), Cracovia (1961) y Breslavia (1962).
En marzo de 1992 el canal adoptó su denominación actual y el 15 de junio de 1997 el canal lanzó su servicio de teletexto.
El 7 de marzo de 2003 el canal adoptó su actual imagen corporativa. Desde el 18 de noviembre de 2009 TVP1 emite en formato 16:9.
El 27 de octubre de 2010 el canal inició emisiones en TDT. En enero de 2011 se lanzó una señal HD como prueba. El 1 de junio de 2012, se lanzó oficialmente TVP1 HD, dando cobertura a la Eurocopa 2012, celebrada en Polonia y Ucrania.
Tras un cambio de gobierno en 2023, con la llegada a la presidencia de Donald Tusk, el nuevo parlamento polaco aprobó una reforma para despolitizar los medios públicos. Como símbolo de los cambios, el informativo Wiadomości fue sustituido en diciembre de 2023 por un nuevo noticiario, 19.30, presentado por periodistas a los que la anterior dirección de TVP había despedido, convirtiéndose en el informativo principal informativo de TVP1.

## Imagen corporativa

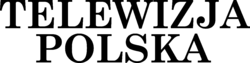
1952 - 1956
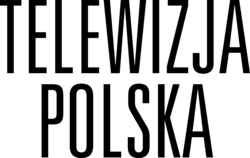
1956 - 1963
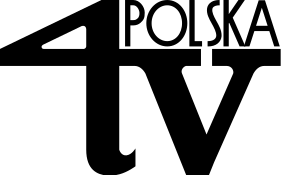
1963 - 1970
1970 - 1975
1975 - 1976
1976 - 1985
1985 - 1987
1987 - 1990
1990 - 1992
1992 - 2003
Desde 2003
2021 - 2023 (solo en cortinillas)

### TVP1 HD

2011 - 2012
Desde 2012